# Les Essards (Charente)
Les Essards ist eine französische Gemeinde mit 178 Einwohnern (Stand: 1. Januar 2022) im Département Charente in der Region Nouvelle-Aquitaine. Die Gemeinde gehört zum Arrondissement Angoulême, zum Kanton Tude-et-Lavalette und zum 2017 gegründeten Gemeindeverband Lavalette Tude Dronne. Die Einwohner werden Les Essartais genannt.

## Geografie
Les Essards liegt im Süden der historischen Provinz Angoumois, etwa 45 Kilometer südlich von Angoulême. Umgeben wird Les Essards von den Nachbargemeinden Rouffiac im Norden und Nordwesten, Saint-Romain im Nordosten, Bonnes im Osten, Saint Aulaye-Puymangou im Süden und Südosten, Parcoul-Chenaud im Süden und Südwesten sowie Saint-Quentin-de-Chalais im Westen.

## Bevölkerungsentwicklung
| Jahr                      | 1962 | 1968 | 1975 | 1982 | 1990 | 1999 | 2006 | 2013 |
| Einwohner                 | 277  | 241  | 233  | 203  | 193  | 197  | 209  | 195  |
| Quelle: Cassini und INSEE |      |      |      |      |      |      |      |      |

## Sehenswürdigkeiten

Kirche Saint-Pierre

- Kirche Saint-Pierre